# Mizorão
Mizorão, Mizorame ou Mizorã (Mizoram) é um dos estados da Índia. Tem 21 081 km² e 888 573 habitantes (2001). A capital é a cidade de Aizol. As línguas oficiais são o mizo e o inglês. Os limites são os Estados de Tripurá a noroeste, Assão a norte e Manipur a nordeste, assim como a Birmânia a leste e Bangladexe a oeste.
Mizorão fez parte do estado de Assão até 21 de Janeiro de 1972 quando foi criado o território da união de Mizorão. Em 20 de Fevereiro de 1987 tornou-se estado. Tem o segundo maior índice de alfabetização entre os Estados indianos (88%), superado apenas por Querala.
É um estado majoritariamente cristão.

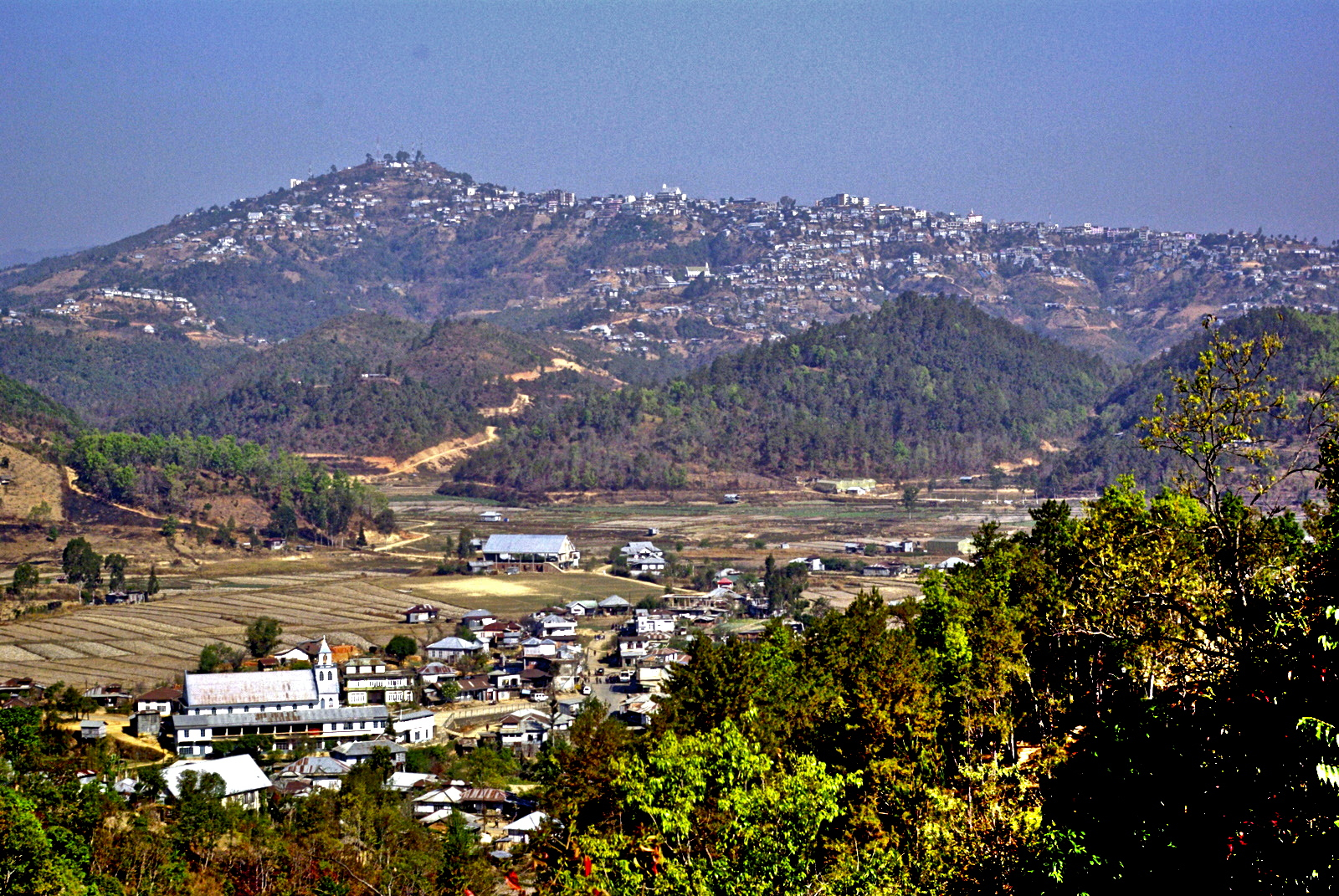
Champhai, Mizoram